# Terminal 7
Albums de Djadja et Dinaz
Alpha
(2023)
Singles
1. En vrai de vrai
Sortie : 17 mai 2025
2. Tu sais
Sortie : 13 juin 2025
3. Gucci Gucci
Sortie : 6 août 2025

Terminal 7 est le septième album studio de Djadja et Dinaz sorti le 27 juin 2025.
Une réédition de l'album est sortie le 15 août 2025 avec 9 nouveaux titres.

## Liste des pistes
Toutes les paroles sont écrites par Djadja & Dinaz.
| Édition standard | Édition standard   | Édition standard               | Édition standard | Édition standard | Édition standard | Édition standard | Édition standard | Édition standard | Édition standard |
| No               | Titre              | Compositeur(s)                 | Durée            |                  |                  |                  |                  |                  |                  |
| ---------------- | ------------------ | ------------------------------ | ---------------- | ---------------- | ---------------- | ---------------- | ---------------- | ---------------- | ---------------- |
| 1.               | En bas             | Keybee On The Track, P.Prod    | 2:41             |                  |                  |                  |                  |                  |                  |
| 2.               | J'viens d'là       | Bankai, Rim's, Stefio          | 2:52             |                  |                  |                  |                  |                  |                  |
| 3.               | Avancer            | Isko                           | 3:56             |                  |                  |                  |                  |                  |                  |
| 4.               | Au front           | 2K, Gancho                     | 3:00             |                  |                  |                  |                  |                  |                  |
| 5.               | En vrai de vrai    | Isko                           | 3:39             |                  |                  |                  |                  |                  |                  |
| 6.               | Tu sais            | 2K, Gancho, Olivier Ryan       | 2:38             |                  |                  |                  |                  |                  |                  |
| 7.               | 11 m²              | 2K, Gancho                     | 3:18             |                  |                  |                  |                  |                  |                  |
| 8.               | Les codes          | Bankai                         | 2:33             |                  |                  |                  |                  |                  |                  |
| 9.               | Gustavo            | Rkaz, Kaleen                   | 2:47             |                  |                  |                  |                  |                  |                  |
| 10.              | La bonne méthode   | p2wider, Asieux, NineTeen June | 2:55             |                  |                  |                  |                  |                  |                  |
| 11.              | Tomber les masques | Blatt, Voluptyk                | 2:46             |                  |                  |                  |                  |                  |                  |
| 12.              | Enquêter           | Rkaz                           | 2:35             |                  |                  |                  |                  |                  |                  |
| 13.              | 600CV              | Isko                           | 3:13             |                  |                  |                  |                  |                  |                  |
| 14.              | La paix            | 2K, Gancho                     | 2:19             |                  |                  |                  |                  |                  |                  |
| 15.              | Plus jamais        | Bankai, MSBTZ                  | 3:00             |                  |                  |                  |                  |                  |                  |
| 16.              | Distances          | GTN, Msa                       | 2:20             |                  |                  |                  |                  |                  |                  |
| 46:32            |                    |                                |                  |                  |                  |                  |                  |                  |                  |

| Réédition | Réédition        | Réédition      | Réédition | Réédition | Réédition | Réédition | Réédition | Réédition | Réédition |
| No        | Titre            | Compositeur(s) | Durée     |           |           |           |           |           |           |
| --------- | ---------------- | -------------- | --------- | --------- | --------- | --------- | --------- | --------- | --------- |
| 17.       | Gucci Gucci      |                | 2:39      |           |           |           |           |           |           |
| 18.       | Maintenant ça va |                | 2:33      |           |           |           |           |           |           |
| 19.       | Ma liasse        |                | 3:19      |           |           |           |           |           |           |
| 20.       | Chaud            |                | 2:51      |           |           |           |           |           |           |
| 21.       | Would Ness       |                | 2:34      |           |           |           |           |           |           |
| 22.       | Richard Mille    |                | 2:36      |           |           |           |           |           |           |
| 23.       | Blessé           |                | 2:29      |           |           |           |           |           |           |
| 24.       | 25G              |                | 2:42      |           |           |           |           |           |           |
| 25.       | Barrières        |                | 3:28      |           |           |           |           |           |           |
| 25:11     |                  |                |           |           |           |           |           |           |           |

## Clips vidéo
- En vrai de vrai : 21 mai 2025[2]
- Tu sais : 28 juillet 2025
- Gucci Gucci : 6 août 2025

## Accueil commercial
L'album s'écoule à 28 758 exemplaires en première semaine, soit le meilleur démarrage de la carrière de Djadja et Dinaz.

## Classements et certifications

### Classements
| Classement (2025)            | Meilleure position |
| ---------------------------- | ------------------ |
| Belgique (Wallonie Ultratop) | 5                  |
| France (SNEP)                | 1                  |
| Suisse (Schweizer Hitparade) | 9                  |

### Certifications et ventes
| Région        | Certification | Ventes/Streams |
| ------------- | ------------- | -------------- |
| France (SNEP) | Or            | 50 000         |